# Фольдерс
Фольдерс (нім. Volders) —  громада округу Інсбрук-Ланд у землі Тіроль, Австрія.
Фольдерс лежить на висоті  558 м над рівнем моря і займає площу 32,42 км². Громада налічує 4328 мешканців. 
Густота населення 133/км².  
|                                   |
| Фольдерс на мапі округу та землі. |

 Адреса управління громади: Bundesstraße 23, 6111 Volders. 

## Демографія
Історична динаміка населення міста за даними сайту Statistik Austria

## Галерея

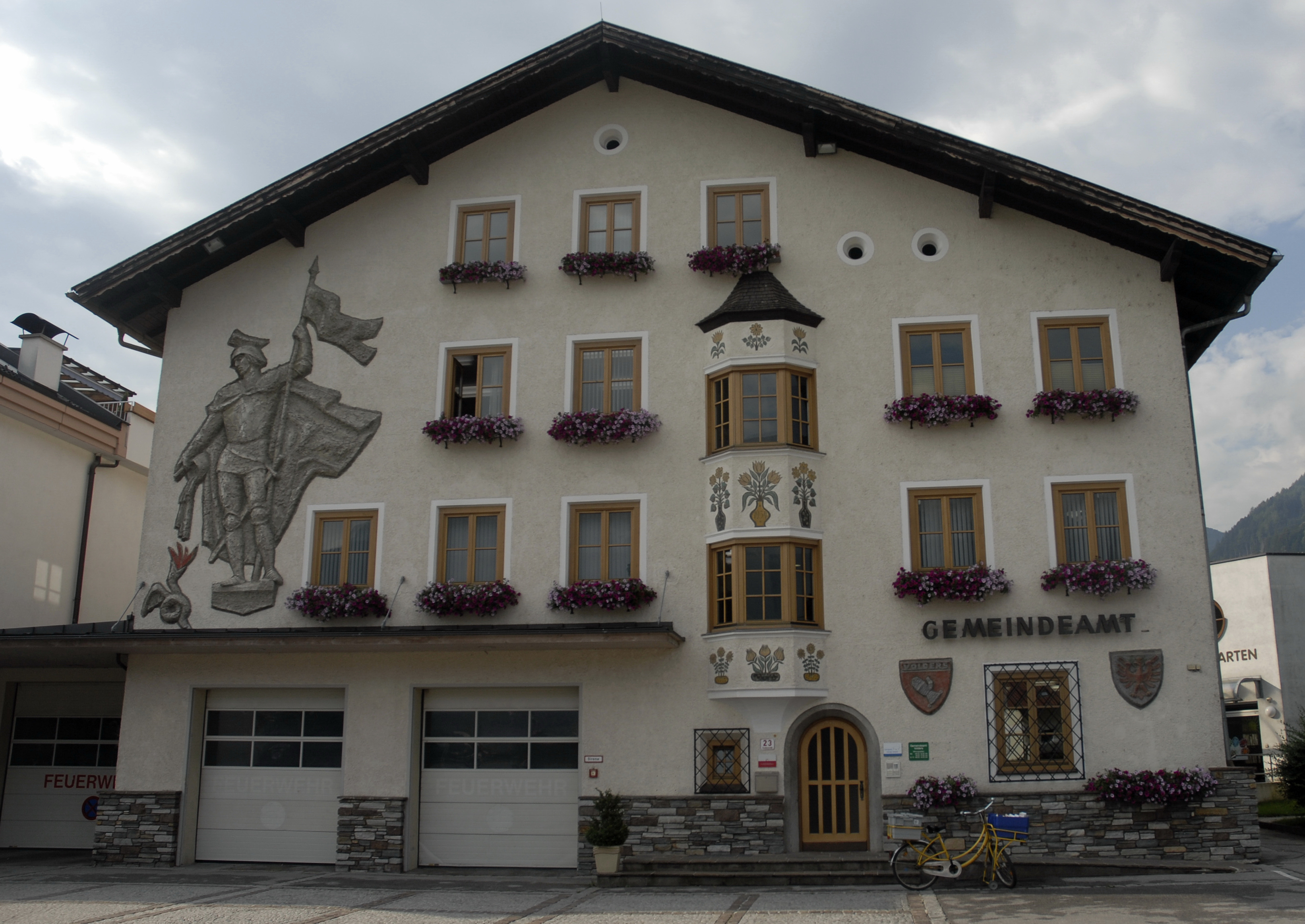
Das Gemeindeamt
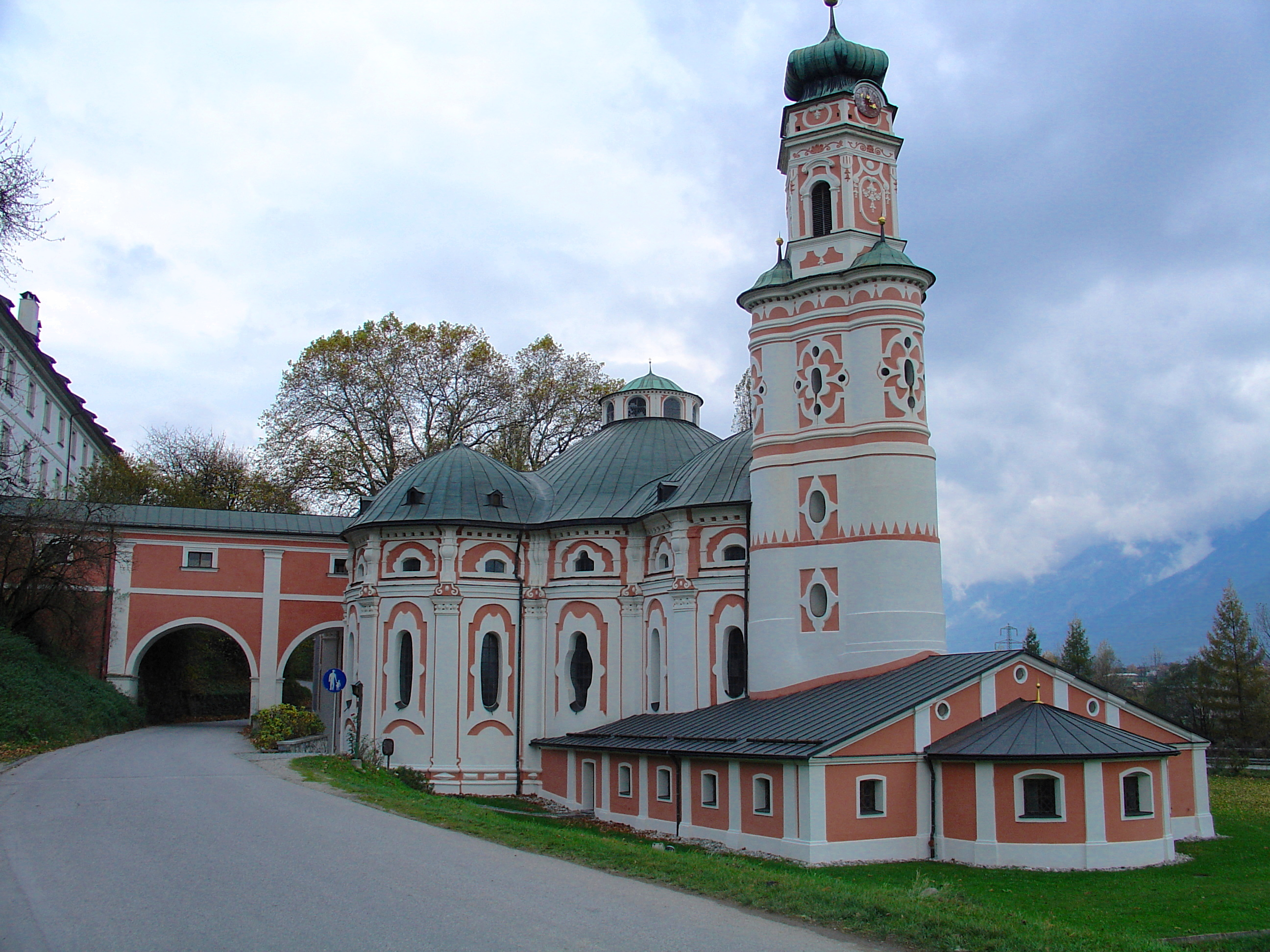
Die Karlskirche
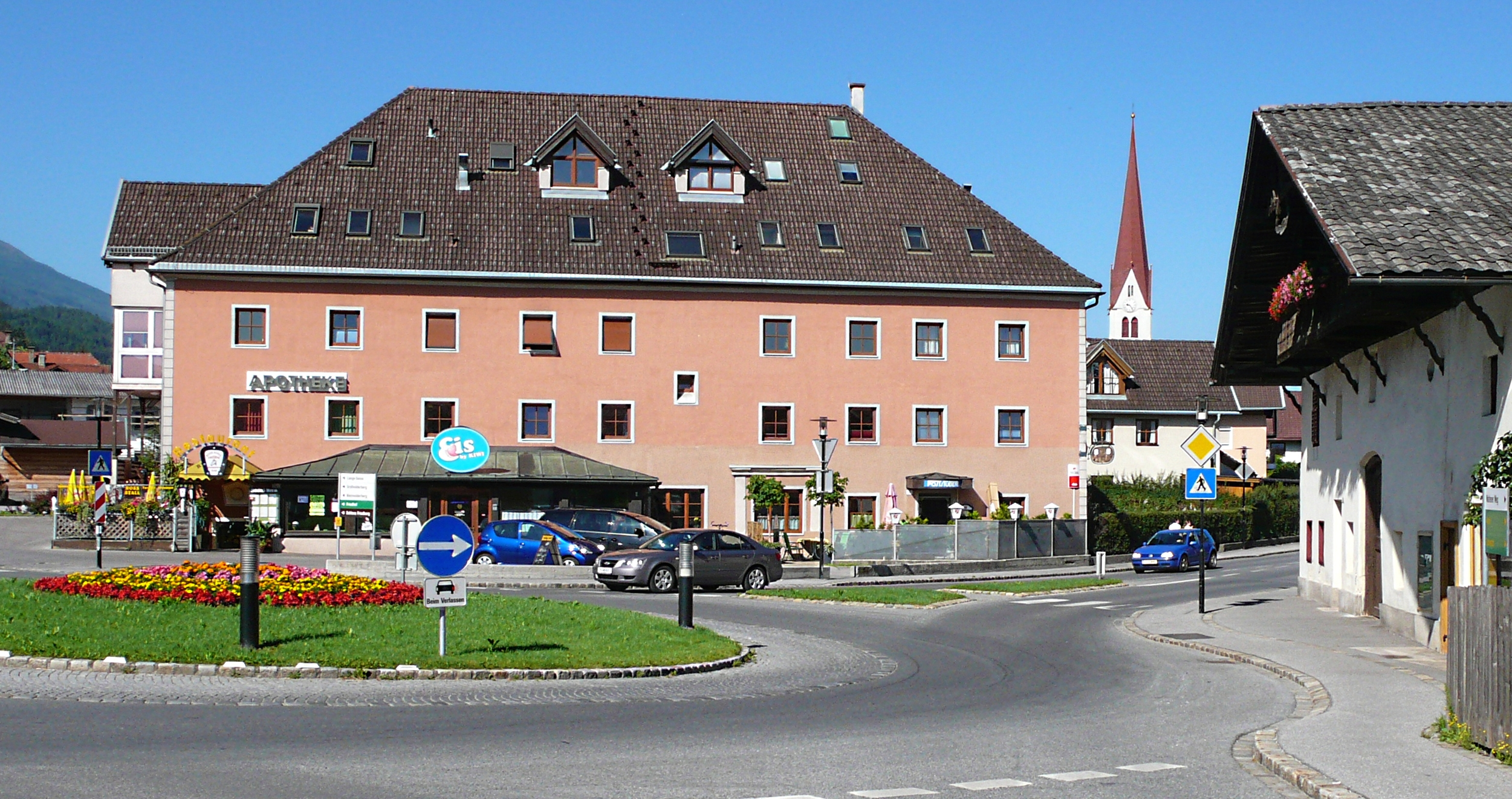
Ehemaliges Gasthaus Post

## Виноски
1. ↑  Dauersiedlungsraum der Gemeinden Politischen Bezirke und Bundesländer - Gebietsstand 1.1.2018 — Статистичне управління Австрії.
2. ↑  https://www.statistik.at/blickgem/blick1/g70365.pdf
3. ↑   www.volders.tirol.gv.at
4. ↑  Gemeindedaten von Volders

| Австрія | Це незавершена стаття з географії Австрії. Ви можете допомогти проєкту, виправивши або дописавши її. |